# Мамишлари
Мамишлари (груз. მამიშლარი, азерб. Məmişlər) — село в подчинении сельской административно-территориальной единицы Карабулахи Дманисского муниципалитета, края Квемо-Картли республики Грузия со 100 %-ным азербайджанским населением. Находится в юго-восточной части Грузии, на территории исторической области Борчалы.

## История

### Топоним
Топоним села Мамишлари (азерб. Məmişlər) связан с названием рода Мамишляр, основавшим данное село.

## География
Село находится на Гомаретинском плато, в 22 км от районного центра Дманиси, на высоте 1560 метров от уровня моря.
Граничит с селами Муздулари, Земо-Саламалейки, Сафигле, Усеинкенди, Аха, Земо-Карабулахи, Шихлы, Квемо-Карабулахи, Гедагдаги, Саджа, Кизыладжло, Карабулахи, Ипнари, Бахчалари, Дагарухло, Ормашени, Кариани, Согутло, Пантиани, Велиспири, Ганахлеба, Саркинети,  Диди-Гомарети, Патара-Гомарети, Мамула, Пичвебисхеви и Лайла Дманисского Муниципалитета.

## Население
По данным Государственного статистического комитета Грузии, согласно официальной переписи 2002 года, численность населения села Мамишлари составляет 102 человека и на 100 % состоит из азербайджанцев.

## Экономика
Население в основном занимается овцеводством, скотоводством и овощеводством.

## Достопримечательности
- Средняя школа[7]